# Attentat de Mogadiscio du 16 août 2020
Pour les articles homonymes, voir Attentat de Mogadiscio.
L'attentat de Mogadiscio du 16 août 2020 est un attentat survenu le 16 août 2020 à l'hôtel Elite, à Mogadiscio, en Somalie. L'attentat, revendiqué par les shebabs, a fait au moins 16 morts et 43 blessés. L'hôtel était fréquenté par des responsables gouvernementaux. 

## Attentat
Le 16 août 2020, une voiture piégée explose près de l'hôtel Elite puis des hommes armés ont investi l'établissement où des coups de feu ont été entendus. Les forces de sécurité ont repris le contrôle de l'hôtel au bout de quatre heures. 

## Bilan
Dix civils et un policier des forces spéciales somaliennes sont morts lors de l'attaque ainsi que cinq assaillants et au moins 43 personnes ont été blessées. Parmi les morts figure Abdirasak Abdi, un haut fonctionnaire du ministère de l'information. 